# NGC 4350
NGC 4350 este o galaxie lenticulară situată în constelația Părul Berenicei. A fost descoperită în 21 martie 1784 de către William Herschel. Se află la o distanță de 20,32 de megaparseci de Pământ.